# Kongsvingers kommun
Kongsvingers kommun (norska: Kongsvinger kommune) är en kommun i Innlandet fylke i sydöstra Norge. Kommunen har cirka 17 500 invånare, varav cirka 11 500 bor i centralorten Kongsvinger.
Kongsvingers kommun är med i den nordiska samarbetsregionen ARKO.

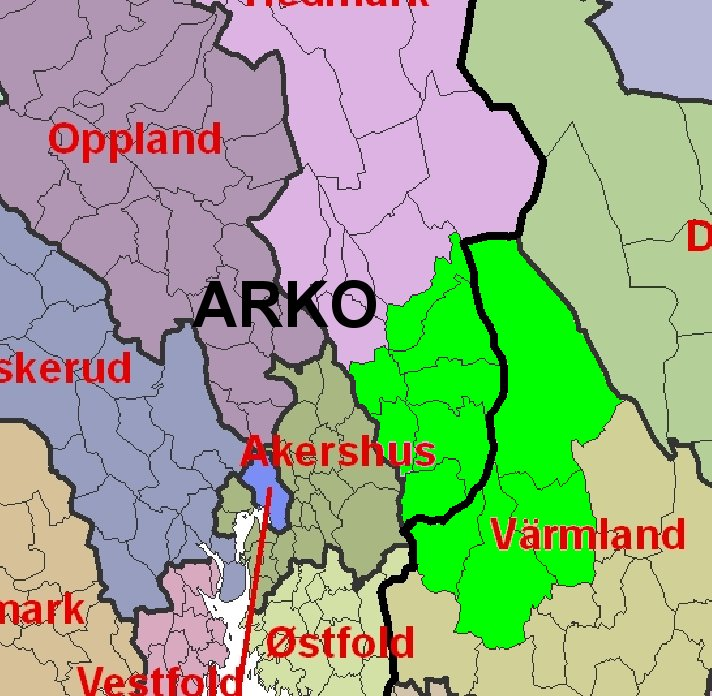
Kommuner som ingår i samarbetet ARKO.

## Administrativ historik
Kongsvingers kommun bildades 1855 genom en utbrytning ur Vingers kommun. 1876 överfördes ett område med 206 invånare från Vingers kommun. 1964 slogs Kongsvingers, Vingers och Brandvals kommuner samman. 1965 återfick Kongsvinger stadsrättigheter. 1974 överfördes ett obebott område från Grue kommun. 1986 överfördes ett område med 14 invånare till Eidskogs kommun.

## Tätorter
I Kongsvingers kommun finns tre tätorter:
- Austmarka
- Kirkenær (centralort)
- Roverud

## Socknar
Inom Norska kyrkan är Kongsvingers kommun indelad i tre socknar:
- Austmarka socken
- Brandvals socken
- Vingers socken

Socknarna ingår i Solør, Vinger og Odals prosteri i Hamars stift.